# クロムウェル〜英国王への挑戦〜
『クロムウェル〜英国王への挑戦〜』（クロムウェル えいこくおうへのちょうせん、To Kill a King）は、2003年のイギリス・ドイツの伝記映画。
監督はマイク・バーカー、出演はティム・ロスとダグレイ・スコットなど。
17世紀のイギリスで起きた清教徒革命の立役者の1人として、英国王チャールズ1世を処刑し、英国史上唯一の共和制を敷いたオリバー・クロムウェルを、盟友トーマス・フェアファクスとの関係を軸に描いている。
日本では劇場未公開だが、2012年7月にWOWOWで放送された。

## ストーリー

### 史実との違い
史実では1635年に亡くなっているアンの父デ・ヴィアー卿が、清教徒革命中の1645年から1660年の王政復古までを描いている本作では存命していることになっている。

## キャスト
- オリバー・クロムウェル: ティム・ロス
- トーマス・フェアファクス: ダグレイ・スコット
- アン・フェアファクス（英語版）: オリヴィア・ウィリアムズ - トーマスの妻。
- デンジル・ホーレス: ジェームズ・ボーラム（英語版） - トーマスの幼なじみ。
- デ・ヴィアー卿（英語版）: コリン・レッドグレイヴ - アンの父。
- ヘンリー・アイアトン: フィンバー・リンチ（英語版） - オリバーの娘の夫。
- 英国王チャールズ1世: ルパート・エヴェレット
- リチャード・クロムウェル: ジョン＝ポール・マクラウド

## 作品の評価
Rotten Tomatoesによれば、5件の評論のうち高評価は60%にあたる3件で、平均して10点満点中5.67点を得ている。